# カロリン・ベンシンク
カロリン・ベンシンク（Caroline Wensink、女性、1984年8月4日 - ）は、エンスヘデ出身のオランダの元バレーボール選手。元オランダ代表。

## 来歴
2005年、オランダ代表に初選出される。同年のワールドグランプリで6位に入る。2006年、日本で行われた世界選手権に出場、その後は代表チームのレギュラーとして活躍する。
2007年、ワールドグランプリでは金メダルを、2009年の欧州選手権では銀メダルを獲得した。2010年のワールドグランプリと世界選手権にも出場した。
2012年、ヨーロッパリーグではベストブロッカー賞を受賞した。

## 所属クラブ
- Pollux Oldenzaal  (1999-2003年）
- USC Münster （2003-2006年）
- DELA Martinus Amstelveen （2006-2009年）
- シュヴェリーンSC (2009-2010年）
- River Volley Piacenza (2010年)
- ムシニアンカ・ムシナ (2010-2012年）
- アゼルレイル・バクー (2012-2013年)

## 受賞歴
- 2012年 ヨーロッパリーグ - ベストブロッカー賞